# Prix pour femmes visionnaires de l'Institut Anita-Borg
Les prix pour femmes visionnaires de l’Institut Anita-Borg, en anglais Anita Borg Institute Women of Vision Awards, honorent des femmes exceptionnelles en technologie. Trois prix sont décernés chaque année par l'Institut Anita-Borg, reconnaissant des femmes dans les caractères respectives d’innovation, de leadership, et d’impact social.

## Les prix
Les trois prix sont :
- Le Anita Borg Institute Women of Vision Award for Innovation qui récompense une femme pour ses contributions en innovation technologique et progrès ;
- le Anita Borg Institute Women of Vision Award for Social Impact qui récompense une femme qui a modifié la façon dont la technologie influence la société ;
- le Anita Borg Institute Women of Vision Award for Leadership qui récompense une femme qui a prouvé son leadership[2].

## Le banquet de remise des prix
Les prix sont remis chaque année lors d’un banquet à Silicon Valley. Les conférenciers vedettes du banquet comprennent Anousheh Ansari (2011), Arianna Huffington (2010), Padmasree Warrior (en) (2009), Diane Greene (2008), Esther Dyson (2007), et John L. Hennessy (2005),,. Depuis 2011, le gagnant due prix Anita Borg Top Company for Technical Women est également honoré durant le banquet. Un représentant de l’entreprise gagnante reçoit le prix et délivre un discours d’accePtation.

## Liste des récipiendaires du prix pour femmes visionnaires de l’Institut Anita-Borg
| Année | Innovation            | Leadership            | Impact sociétal     |
| ----- | --------------------- | --------------------- | ------------------- |
| 2005  | Radia Perlman         | Janie Tsao (en)       | Pamela Samuelson    |
| 2006  |                       | Wendy Hall            | Carol B. Muller     |
| 2007  | Deborah Estrin        | Duy-Loan Le (en)      | Leah Jamieson (en)  |
| 2008  | Helen Greiner (en)    | Susan Landau          | Justine Cassell     |
| 2009  | Yuqing Gao            | Mitchell Baker        | Janice E. Cuny      |
| 2010  | Kathleen McKeown (en) | Kristina Johnson (en) | Lila Ibrahim        |
| 2011  | Mary Lou Jepsen       | Chieko Asakawa        | Karen Panetta       |
| 2012  | Sarita Adve (en)      | Jennifer Chayes       | Sarah Revi Sterling |
| 2013  | Maja Matarić (en)     | Genevieve Bell        | Vicki Hanson (en)   |
| 2014  | Tal Rabin             | Maria Klawe           | Kathrin Winkler     |
| 2015  |                       | Lydia Kavraki         |                     |
| 2016  |                       | Anna Patterson        | Kathryn Finney      |
| 2017  | Mercedes Soria        | Diane Greene          | Dr Sue Black        |

En 2015, les prix ont été modifiés pour inclure également le Student of Vision Award. «  Ce prix récompense de jeunes femmes qui engagées à créer un futur où les personnes qui inventent et construisent la technologie reflètent les peuples et les sociétés pour lesquels elles les ont été construites. ». Le prix pour les entrepreneurs a également été inclus.
| Année | Étudiante visionnaire    | Leadership         | Entrepreneur technologique |
| ----- | ------------------------ | ------------------ | -------------------------- |
| 2015  | Camila Fernandez Achutti | Julie Larson-Green | Kamakshi Sivaramakrishnan  |
| 2016  | Alyssia Jovellanos       | Michele Guel       | Pooja Sankar               |
| 2017  | Mehul Smriti Raje        |                    | Dr Laura Mather            |